# Municipio de Palmer (Dakota del Norte)
El municipio de Palmer (en inglés: Palmer Township) es un municipio ubicado en el condado de Divide en el estado estadounidense de Dakota del Norte. En el año 2010 tenía una población de 17 habitantes y una densidad poblacional de 0,18 personas por km².

## Geografía
El municipio de Palmer se encuentra ubicado en las coordenadas 48°41′28″N 103°12′3″O / 48.69111, -103.20083. Según la Oficina del Censo de los Estados Unidos, el municipio tiene una superficie total de 92.93 km², de la cual 91,32 km² corresponden a tierra firme y (1,74 %) 1,61 km² es agua.

## Demografía
Según el censo de 2010, había 17 personas residiendo en el municipio de Palmer. La densidad de población era de 0,18 hab./km². De los 17 habitantes, el municipio de Palmer estaba compuesto por el 100 % blancos. Del total de la población el 5,88 % eran hispanos o latinos de cualquier raza.